# 国际马来语理事会
国际马来语理事会（缩写MABM），是马来西亚的一个旨在国际上推广马来语的机构。该机构成立于1997年。首届会议于1998年召开，来自印度尼西亚、新加坡、汶莱、法国、英格兰、俄罗斯、德国、美国、印度、柬埔寨、泰国、澳大利亚、新西兰、中国和韩国的代表参加了会议。

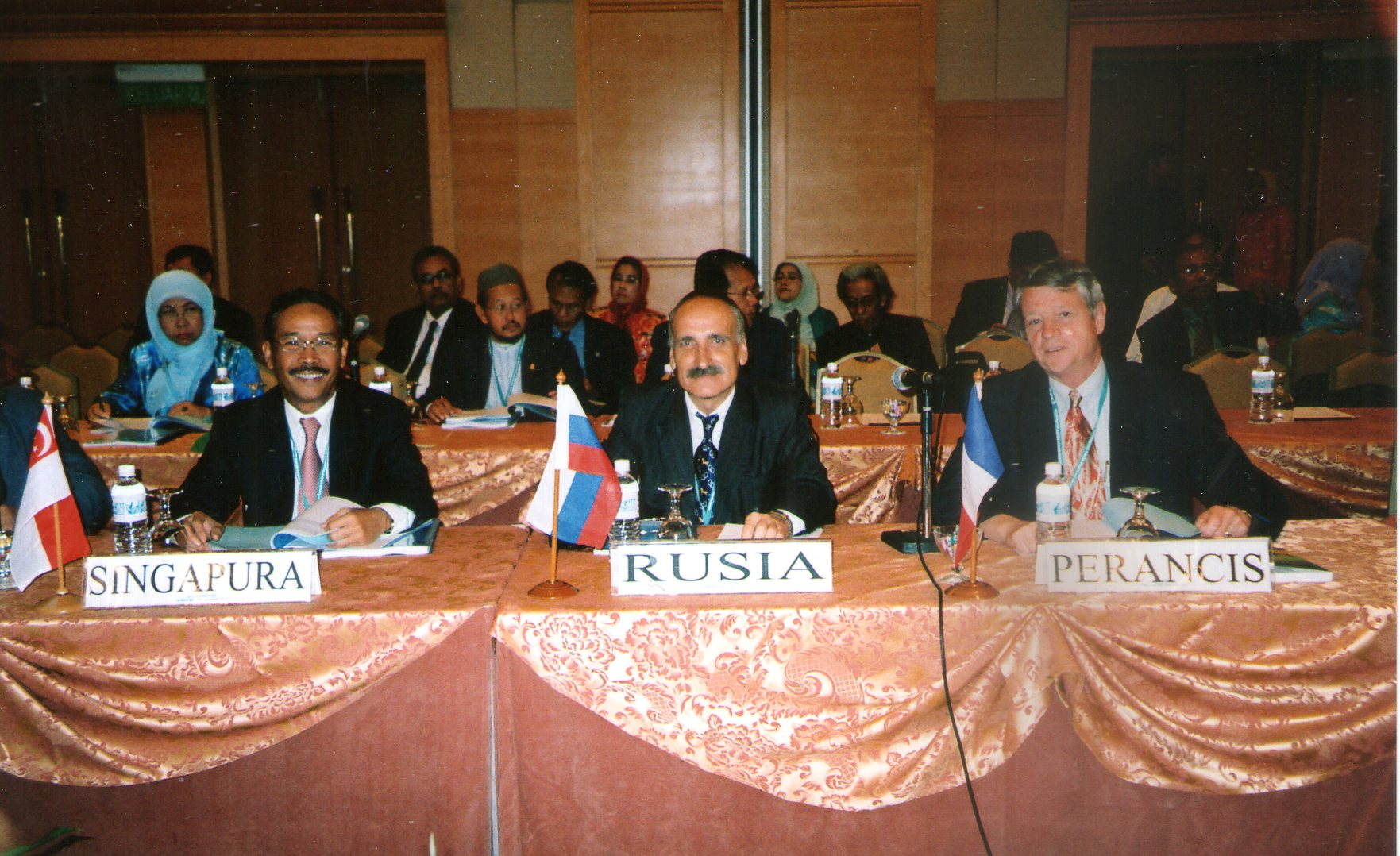
国际马来语理事会2004年会议现场